# Університет штату Колорадо
Університет штату Колорадо (англ. Colorado State University; CSU) — американський університет, розташований у місті Форт Коллінз, Колорадо.

## Історичні факти
У різні роки університет мав такі назви:
- 1879: Сільськогосподарський коледж Колорадо
- 1935: Коледж сільського господарства й механізації (Colorado A&M)
- 1944: Колорадський коледж сільського господарства та механізації (Colorado A&M)
- 1957: Університет штату Колорадо

## Структура
До складу університету входять такі навчальні коледжі:
- Коледж сільськогосподарських наук
- Коледж гуманітарних наук
- Бізнес-коледж
- Технічний коледж
- Коледж ліберального мистецтва
- Ворнер-коледж природних ресурсів
- Коледж природничих наук
- Коледж ветеринарної медицини та біомедичних наук

Окрім цього, університет має в своєму складі такі інститути й центри:
- Спільний інститут досліджень атмосфери (CIRA)
- Центр інформаційних наук і технологій

## Видатні випускники

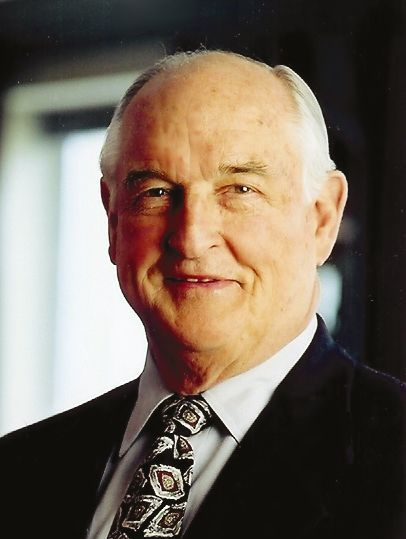
Вальтер Скотт молодший

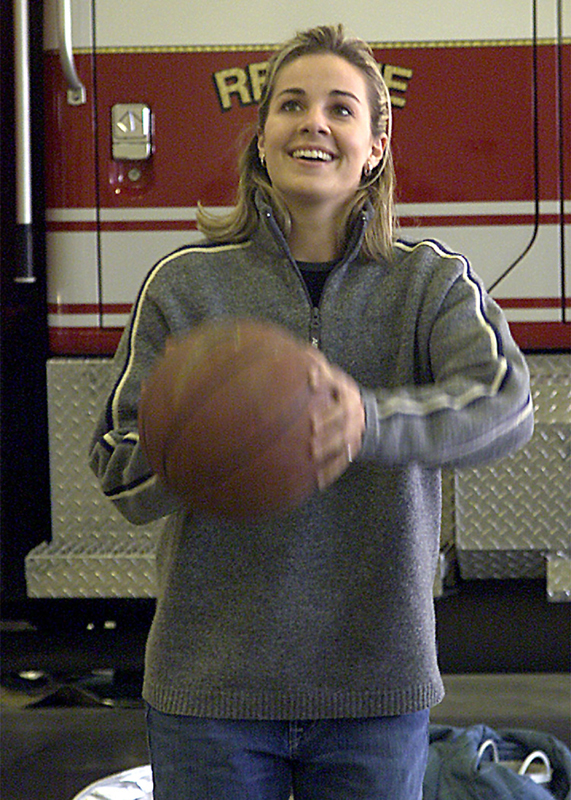
Беккі Гаммон

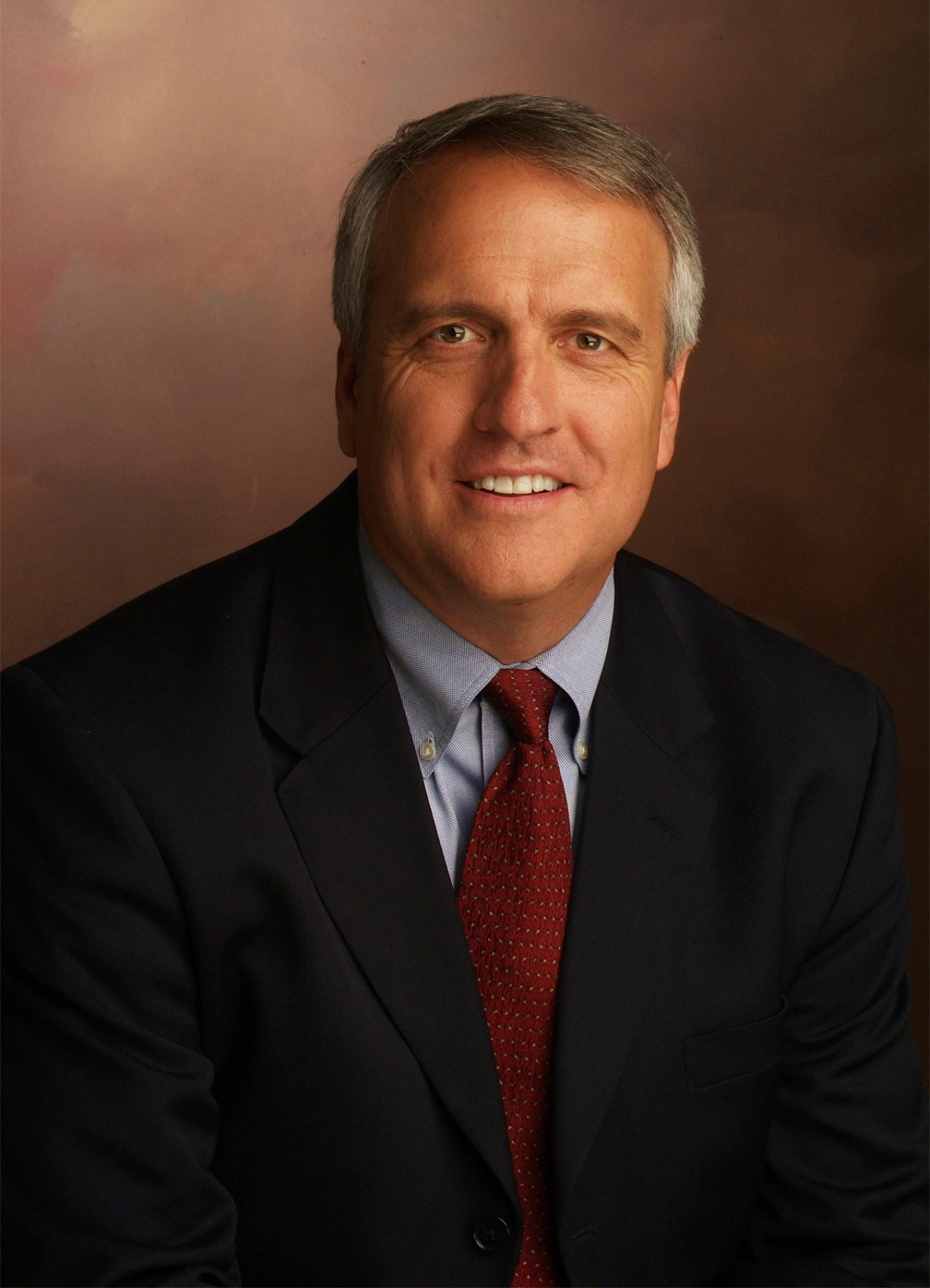
Білл Ріттер

- Беймук Богдан — інженер українського походження, видатний спеціаліст з аерокосмічної техніки, голова… (Chairman of the Standing Review Board for the NASA Constellation program)
- Вейн Еллерд — сенатор США від штату Колорадо (1997—2009)
- Ібрагім Абдулазіз аль-Ассаф — міністр фінансів Саудівської Аравії
- Джон Амос — відомий актор
- Анвар аль-Авлакі — терорист, колишній лідер Аль-Каїди на території Аравійського півострову
- Мері Клів — американський астронавт
- Домінік Данн — акторка
- Мартін Феттмен — астронавт
- Беккі Гаммон — професійна баскетболістка
- Дуг Гатчінсон — мер міста Форт Коллінз, Колорадо
- Юсеф Комунякаа — поет, володар Пулітцерівської премії
- Гленн Морріс — олімпійський чемпіон 1936 року в Берліні
- Білл Ріттер — губернатор Колорадо
- Рой Ромер — колишній губернатор штату Колорадо
- Джон Рубінштейн — американський ІТ-фахівець, один із розробників iPod
- Ісаак Слейд — музикант, фронтмен гурту The Fray
- Емі ван-Дайкен — олімпійський чемпіон з плавання